# Puntenslijper

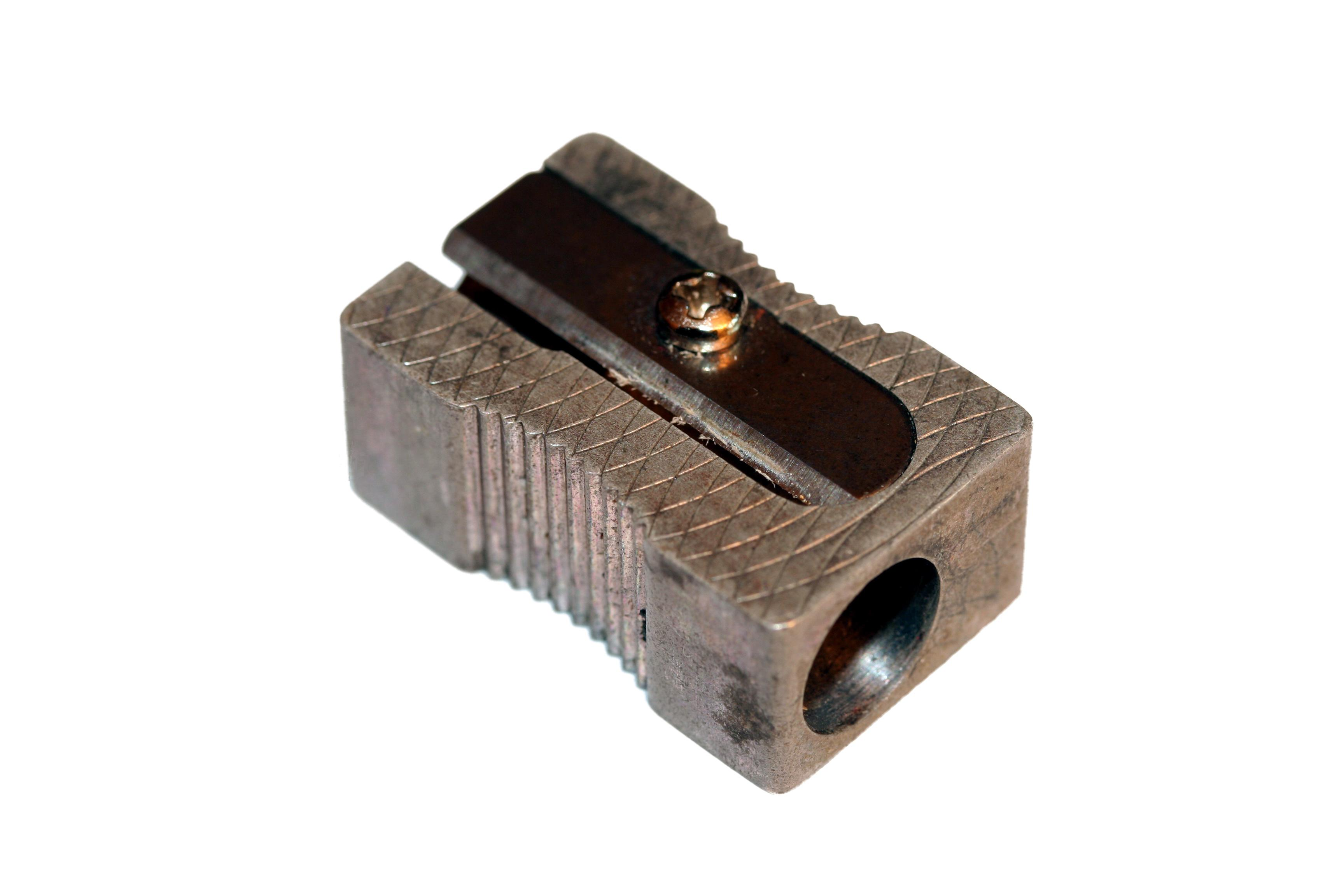
Eenvoudige puntenslijper van een magnesiumlegering

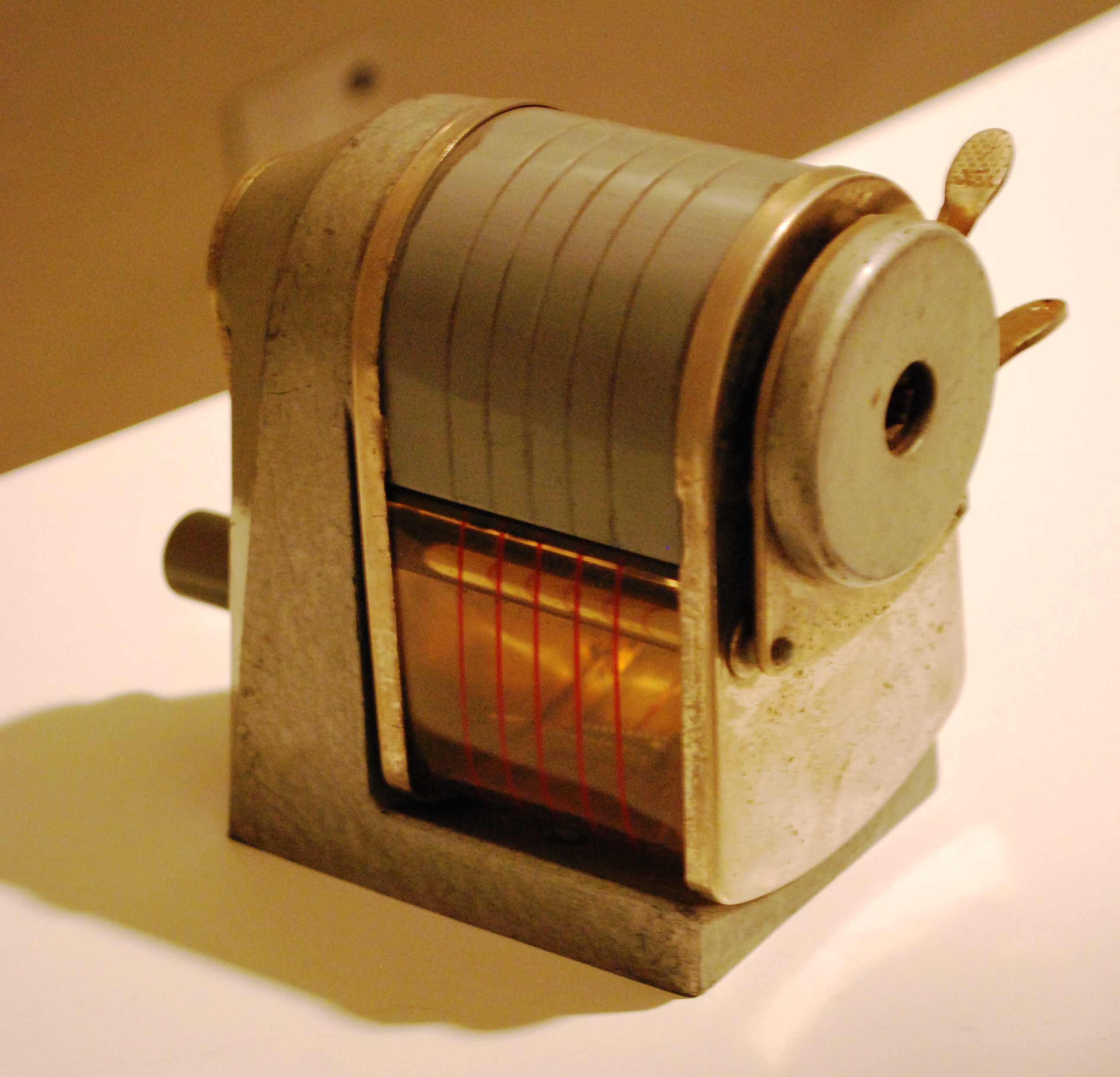
Planeetwielpuntenslijper

Een puntenslijper, potloodslijper, scherper of aanscherperis een apparaat dat wordt gebruikt om de punt van een potlood te slijpen.
In zijn allereenvoudigste vorm is het een blokje van een magnesiumlegering, met daarin een conisch gat met aan de bovenkant een mesje geschroefd. Door het potlood met een draaiende beweging in dit gat te duwen, slijpt het mesje een beetje hout van het potlood en komt de stift weer tevoorschijn. Het blokje is vaak van een magnesiumlegering omdat dan de kathodische bescherming ervoor zorgt dat het stalen mesje zelf veel minder snel corrodeert.
Wanneer er vaker potloden geslepen moeten worden, zoals op een school, is het handiger om een tafelmodel te hebben. Hierin wordt het potlood met een veermechanisme vastgeklemd en wordt met een slinger een mesje om het potlood heen gedraaid. Deze puntenslijpers zijn vaak aan de onderkant voorzien van een klem, zodat ze aan de tafel vastgeklemd kunnen worden. Op deze manier kan voorkomen worden dat de puntenslijper verschuift tijdens het draaien aan de slinger. Ook bestaan er elektrische puntenslijpers.
De wat luxere puntenslijpers hebben twee conische gaten en twee mesjes. De potloden kunnen daarmee onder een verschillende hoek worden geslepen. Met het ene gat wordt een potlood scherp geslepen; dat is bedoeld voor zwarte schrijfpotloden, of voor technische tekeningen. Via het andere gat worden de potloden stomper geslepen; dat is bedoeld voor kleurpotloden.

## Geschiedenis
Potloden werden vroeger met een mes geslepen. De puntenslijper is een 19e-eeuwse vinding. Het eerste patent (Frankrijk, nummer 2444) staat op naam van de Franse wiskundige Bernard Lassimone en dateert uit 1828. De eerste Amerikaanse puntenslijper werd gepatenteerd door Walter K. Foster uit Bangor in 1855. Tussen 1900 en 1910 werd de planeetwielpuntenslijper ontwikkeld die gedurende de gehele twintigste eeuw over de hele wereld gebruikt zou worden in kantoren en scholen. De elektrische puntenslijper voor het kantoor bestond reeds in 1917. 
In het Amerikaanse Logan is in het plaatselijke centrum een museale collectie van ruim 3400 puntenslijpers bijeengebracht, waarvan de oudste uit 1906 dateert.